# Velele (constelație)
Constelația Velelor este o constelație în cerul sudic. Numele provine din limba latină, și inițial făcea parte dintr-o constelație mai mare Argo Navis (nava argonauților), care a fost divizată în 3 părți, celelalte fiind constelația Carina și constelația Pupa.

## Obiecte cerești

### Stele
Cea mai strălucitoare stea din constelație, γ Velorum, este o supergigantă cu o magnitudine aparentă de 1.75m. Această stea este de fapt un sistem qvintuplu, iar steaua principală este cea mai strălucitoare stea de tip Wolf–Rayet star de pe cer. γ Velorum este numită și Regor.
κ Velorum este numită și Markeb.

### Crucea falsă
Crucea falsă este o structură astronomică formată din stelele δ Velorum și κ Velorum și ι Carinae și ε Carinae, numită așa deoarece este câteodată confundată cu Crucea Sudului, cauzănd erori de astronavigație.

### Alte obiecte
Constelația Velele conține 32 de nebuloase planetare. Alt obiect de interes este nebuloasa planetară NGC 3132 (numită Nebula celor 8 jeturi). De asemenea sunt interesante rămășitele Supernovei Vela, o explozie de tip supernova care se crede ca a fost vizibila de pe Pământ acum 10.000 de ani. Aceste rămășite conțin un pulsar, primul identificat optic. Nebuloasa Gum ese o nebuloasă cu emisii slabe, rămășițe a unei supernove mai vechi de un milion de ani.